# آني جاك
آني جاك (بالإنجليزية: Annie Jack)‏ هي كاتِبة كندية، ولدت في 1839 في نورثامبتونشير في المملكة المتحدة، وتوفيت في 1912.